# تيمو بيكر
تيمو بيكر (بالألمانية: Timo Becker)‏ (2 يوليو 1989 بكيرشهايمبولاندن في ألمانيا - ) هو لاعب كرة قدم ألماني في مركز قلب الدفاع. لعب مع دارمشتات 98 وفيهين فيسبادن و1. FC Eschborn ‏ ونادي بيبريتش ‏.

## وصلات خارجية
- تيمو بيكر على موقع قاعدة بيانات كرة القدم.إي يو (الإنجليزية)
- تيمو بيكر على موقع عالم كرة القدم.نت (الإنجليزية)